# Pietro Bubani
Pietro Bubani, né à Bagnacavallo le 1er octobre 1806 et mort dans cette même ville le 12 août 1888, est un botaniste, médecin et patriote italien.

## Publications
- Flora Pyrenaea per ordines naturales gradatim digesta v.1. Mediolani [Milan]: U. Hoeplius, 1897